# Ivan Brumen
Ivan Brumen, slovenski turistični delavec, * 22. julij 1916, Turjak, † 22. februar 1985, Ljubljana.

## Življenje in delo
V Lenartu v Slovenskih goricah je končal meščansko šolo. Med 2. svetovno vojno je bil zaposlen pri Združenju slovenskih podjetnikov v Ljubljani in bil v okviru Slovenske narodne pomoči vključen v Osvobodilno fronto. Po osvoboditvi je bil od 1949 dalje med drugim predsednik Okrajne gostinske zbornice v Ljubljani, od 1952 tajnik Gostinske zbornice Ljudske republike Slovenije, od 1962 tajnik in pozneje svetnik Sveta za gostinstvo in turizem pri Gospodarski zbornici Slovenije. Zaslužen je za oblikovanje slovenskega gostinstva in turističnega gospodarstva. Strokovne članke je objavljal v revijah Gostinstvo in Turistični vestnik; je soavtor knjige predpisov o gostinstvu in turizmu.